# Paulogramma piraya
Paulogramma piraya är en fjärilsart som beskrevs av Dillon 1948. Paulogramma piraya ingår i släktet Paulogramma och familjen praktfjärilar. Inga underarter finns listade i Catalogue of Life.